# People Come People Go
People Come People Go – trzeci singiel francuskiego DJ-a Davida Guetty, wydany z albumu Just a Little More Love. Twórcą tekstu jest Chris Willis, a producentem jest Joachim Garraud.

## Lista utworów
1. People Come People Go (Radio Edit)
2. People Come People Go (Extended Remix)
3. People Come People Go (Mekaniko Mix)
4. People Come People Go (Dancefloor Killa Mix)

## Pozycje
| Lista (2002)         | Najwyższa pozycja |
| -------------------- | ----------------- |
| French Singles Chart | 42                |
| Swiss Singles Chart  | 54                |